# 코러스 엔터테인먼트
코러스 엔터테인먼트(영어: Corus Entertainment)는 캐나다의 매체 기업이다.

## 같이 보기
- 벨 미디어
- 와일드브레인
- 캐나다 방송 협회